# 이즈미가와정
이즈미가와정(泉川町)은 에히메현 니이군에 설치되었던 정이다. 현재의 니이하마시에 해당한다.